# CeNTech

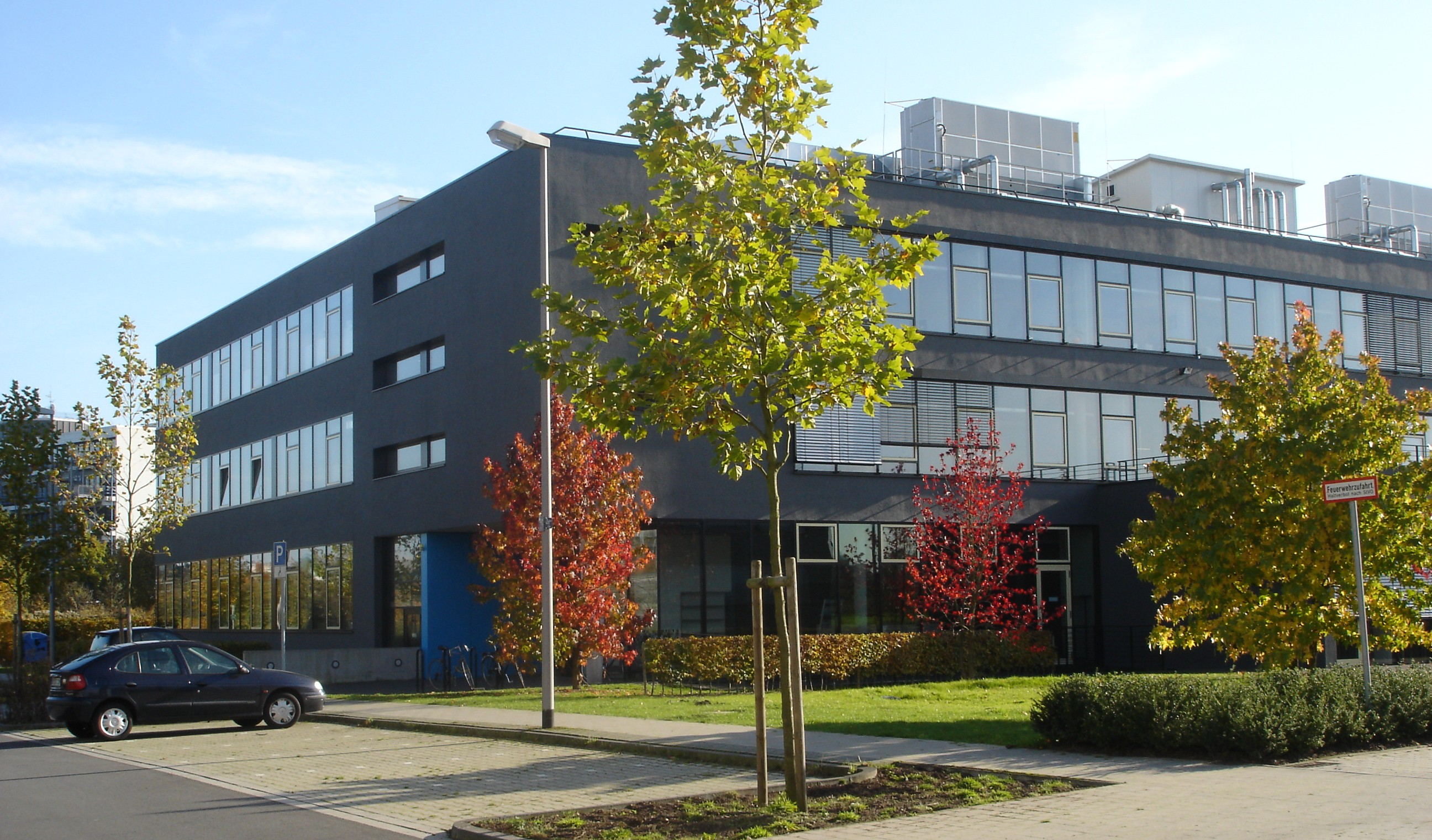
Das Center for Nanotechnology Münster (CeNTech) in der Heisenbergstraße

Das Center for Nanotechnology Münster (CeNTech) gilt als eines der deutschlandweit ersten Zentren für Nanotechnologie. Es wurde 2001 im westfälischen Münster gegründet und 2003 eröffnet. Aufgrund der starken Forschung im Bereich Nanotechnologie arbeitet es eng mit der Universität Münster sowie vielen weiteren Akteuren aus dem Nanobioanalytik-Cluster Münster zusammen. Das CeNTech leistet neben Grundlagenforschung auch Hilfe bei Firmengründungen und stellt Büro- und Laborflächen zur Verfügung. Außerdem bietet es Ausbildungs- und Weiterbildungsmaßnahmen im Bereich Nanotechnologie an.

## Geschichte

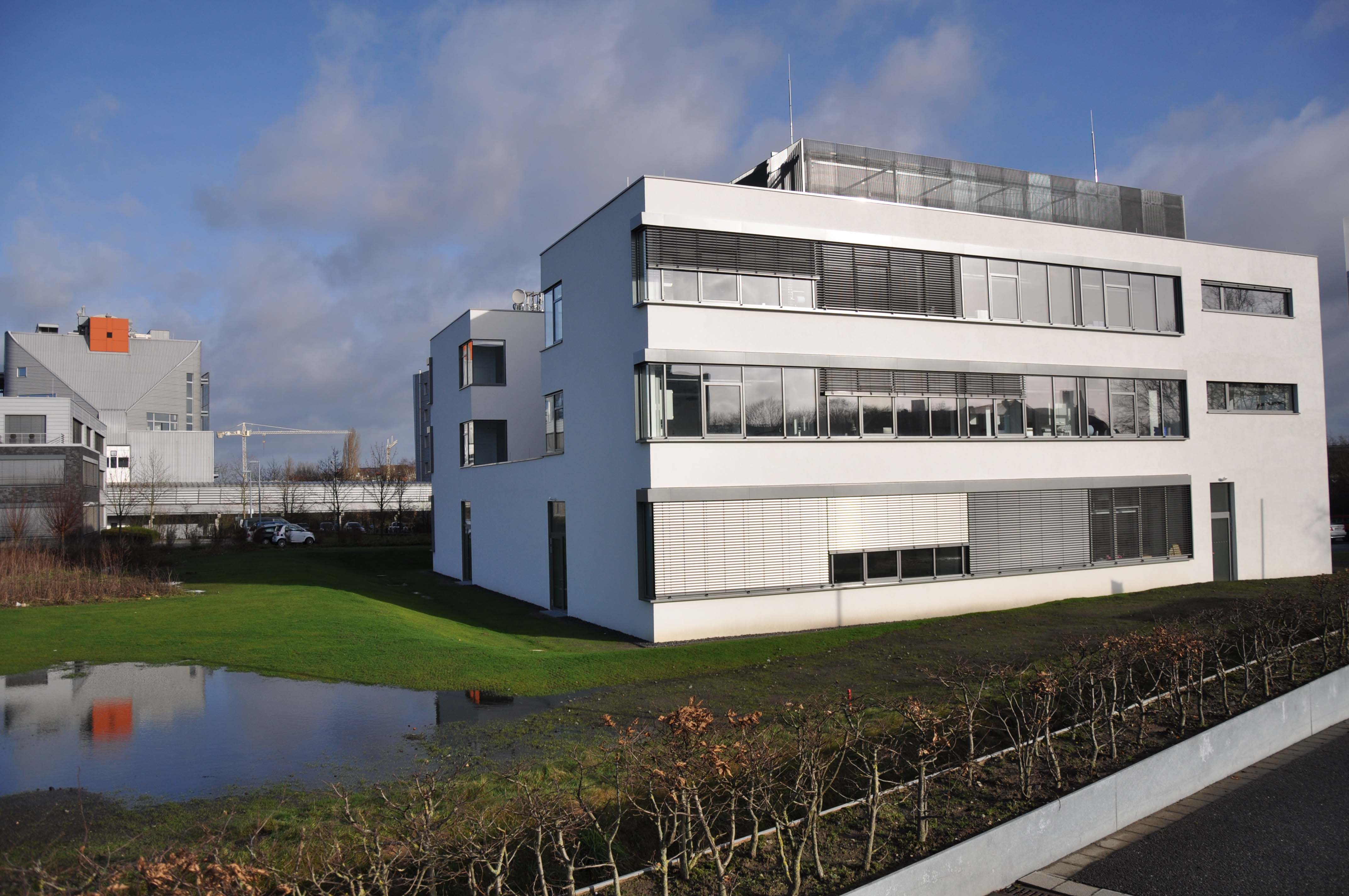
Das CeNTech II erweitert seit Januar 2012 die Kapazitäten des Center for Nanotechnology. Links liegt der Technologiehof Münster.

Das Center for Nanotechnology (CeNTech) resultierte aus einer Kooperation zwischen der Westfälischen Wilhelms-Universität Münster (WWU) und der Stadt Münster. Nach der Gründung im Jahr 2001 und der Eröffnung im Jahr 2003 zählte es deutschlandweit zu einer der ersten Einrichtungen, in der Biologen, Chemiker, Physiker und Mediziner sowie Firmen die Bedingungen zur interdisziplinären Zusammenarbeit vorfanden. Im Fokus der Initiatoren stand die Förderung der Forschung auf dem Gebiet der Nanotechnologie sowie das Vorantreiben von Firmenausgründungen.
Im Jahr 2005 organisierte das CeNTech die erste NanoBio-Europe, ehe Münster 2007 und 2010 nach Barcelona und Grenoble erneut als Gastgeber fungierte. 2014 wird die NanoBio-Europe zum vierten Mal in Münster stattfinden. Sie resultierte seinerzeit als neuer europäischer Leitkongress für nanobiotechnologische Spitzenforschung und Anwendungen aus der NanoBioTec (Münster, 2000–2003) und der NanoBiotechnologies X-France (Paris, Grenoble, 2000–2003). 2016 organisierte das CeNTech, stellvertretend für die Wirtschaftsförderung Münster GmbH, mit dem Cluster NanoMikroWerkstoffePhotonik.NRW und dem NRW-Wissenschaftsministerium die erstmalige Ausrichtung der NRW Nano-Konferenz in Münster.
Im Januar 2012 wurde das CeNTech, das mit acht Arbeitsgruppen der Forschung und Entwicklung, neun Unternehmen und 100 Beschäftigten auf 2.400 m² ausgelastet war, um ein Gebäude erweitert. Das CeNTech II mit 1.300 m² Nutzfläche kostete insgesamt 7,2 Mio. Euro. Fünf Mio. Euro kamen vom Land aus dem Konjunkturpaket II, mit 2,2 Mio. Euro stattete die WWU die Chemie, Physik- und Biologielabore aus. Die
Labore wurden von den WWU-Wissenschaftlern über Drittmittel eingeworben.
Nach 2008 hat das CeNTech Ende 2012 erneut den Zuschlag als Konsortialführer im Landescluster „NanoMikroWerkstoffePhotonik.NRW“ erhalten. Die Zusage des NRW-Wissenschaftsministeriums gilt für zweieinhalb Jahre und kann auf vier verlängert werden. Das Cluster soll das große Potenzial des Landes NRW in den Bereichen Nano, Mikro, innovative Werkstoffe und Photonik optimal nutzbar machen. Land und EU fördern mit 2,2 Mio. Euro. Die Cluster-Geschäftsstelle wird von der NMW Management GmbH in Düsseldorf betrieben.

## Wissenschaftliches Umfeld
Das Center for Nanotechnology (CeNTech) liegt im Wissenschaftspark Münster in Nachbarschaft zum Technologiehof mit Technologieförderung Münster GmbH und technologieorientierten Firmen, zum Max-Planck-Institut für Molekulare Biomedizin, zum European Institute for Molekular Imaging (EIMI) und zur Fachhochschule Münster. Im weiteren Umfeld befinden sich die physikalischen, chemischen, medizinischen bzw. pharmazeutischen Instituten der Universität Münster, das Universitätsklinikum Münster und das Batterieforschungszentrum „Münster Electrochemical Energy Technology“ (MEET) der Universität Münster. Das im Januar 2012 eröffnete Nano-Bioanalytik-Zentrum Münster (NBZ), in dem kleine und mittlere Hightech-Firmen arbeiten, ist eine wichtige Ergänzung für die Grundlagenforschung im CeNTech. Auch das im November 2018 eingeweihte Center for Soft Nanoscience (SoN) der Universität Münster ergänzt die Infrastruktur.

## Auszeichnungen
Der wissenschaftliche Leiter des Center for Nanotechnology (CeNTech), Harald Fuchs, erhält 2009 die Friedrich-Emich-Plakette der Österreichischen Gesellschaft für Analytische Chemie (ASAC).
Seit Dezember 2011 trägt das münsterische Center for Nanotechnology (CeNTech) den Titel „Ort des Fortschritts“.